# تسخیر تاکدا
تسخیر تاکدا، تسخیر کُوشو (به ژاپنی: 甲州征伐)، همچنین به نام تسخیر ولایت کای نیز شناخته می‌شود. به سلسله حمله‌ها و تصاحب سرزمین‌های متعلق به خاندان تاکدا (ولایت سوروگا، ولایت شینانو، ولایت کای و ولایت کوزوکه) پس از شکست این خاندان در نبرد ناگاشینو توسط نیروهای ترکیبی از توکوگاوا ایه‌یاسو، اودا نوبوناگا و هوجو اوجیماسا اشاره دارد.